# Ernst Ahlers
Ernst Christian Gottlieb Ahlers, zur Unterscheidung vom Vater auch Ernst II. Ahlers (* 20. März 1850 in Rostock; † 30. Dezember 1939 in Burg Stargard) war ein deutscher evangelisch-lutherischer Geistlicher, Pädagoge und Autor.

## Leben
Ernst Ahlers war ältester Sohn und ältestes von elf Kindern des Juristen und Stargardischen Landsyndikus Ernst (Christian) Ahlers (1818–1903) und dessen Frau Minna, geb. Kirchstein (1827–1882). Ein Bruder, Rudolf (Hermann Hans Karl) Ahlers (1857–1931), wurde Mediziner. Ernst Ahlers war ein Großcousin des Neubrandenburger Bürgermeisters und Museumsmitgründers Wilhelm Ahlers (1810–1889).
Ernst Ahlers besuchte das Gymnasium in Neubrandenburg bis zum Abitur 1870 und hatte in dieser Zeit Kontakt zu Fritz Reuter, worüber er später Erinnerungen veröffentlichte. Direkt anschließend war er Kriegsfreiwilliger beim Großherzoglich Mecklenburgischen Füsilier-Regiment „Kaiser Wilhelm“ Nr. 90 im Deutsch-Französischen Krieg. Ab 1871 studierte er Evangelische Theologie an den Universitäten Leipzig, Erlangen und Tübingen. 1877 bestand der das Theologische Examen in Neustrelitz.
Er wurde zunächst 1878 Rektor der Stadtschule Stargard; 1880 wurde er Zweiter Pastor an der Stadtkirche Neustrelitz. 1884 ging er als Pastor an die Gemeinde Wulkenzin mit Passentin und wurde hier 1908 als Präpositus seines Sprengels gewählt. Während seiner Amtszeit in Wulkenzin brannte 1887 sein Pfarrhaus mit einem Teil des Dorfes ab. Er vertrat Mecklenburg-Strelitz im obersten Kirchengericht in Rostock. Von 1909 bis 1917 wirkte er als Dompropst am Ratzeburger Dom in Ratzeburg. 1917 kam er als Pastor an der Stadtkirche zurück nach Neustrelitz. Gleichzeitig wurde er zum Konsistorialrat berufen. Von 1920 bis 1926 war er hauptamtlich als Oberkirchenrat in der Leitung der Landeskirche von Mecklenburg-Strelitz tätig. Seinen Ruhestand verlebte Ahlers in Burg Stargard und fand seine letzte Ruhe auf dem dortigen Friedhof.
Seit 1879 war er verheiratet mit Alice, geb. Brunton (1847–1920), einer Tochter britischen Marineoffiziers John Brunton aus Morpeth, Northumberland, der die Nordpolexpedition unter William Edward Parry mitgemacht und beschrieben hatte. Aus der Ehe gingen sechs Töchter hervor, von denen die letzte 1963 starb.

## Werke
Ahlers war vor allem als Heimatforscher schriftstellerisch tätig. In seinen Aufsätzen zur Geschichte Neubrandenburgs und der Region sowie über Personen der Zeit Fritz Reuters verarbeitete er auch Jugenderinnerungen, etwa an den Historiker Franz Boll. Die meisten seiner Veröffentlichungen erschienen als Aufsätze. Darüber hinaus war er Mitarbeiter am Kirchlichen Handlexikon.
Große Teile seines Nachlasses befinden sich in der Sammlung des Regionalmuseums Neubrandenburg, darunter auch seine nur teilweise edierten Lebenserinnerungen sowie ein größeres Konvolut Zeichnungen mit Impressionen von seinen zahlreichen Reisen.

## Auszeichnungen
- Landwehrdienstauszeichnung
- Kriegsdenkmünze für die Feldzüge 1870–71 (Deutsches Reich)

## Schriften
- Eid und Eidesnot. Vorträge gehalten von Landsyndikus Rat [Ernst Christian] Ahlers und Pastor [Ernst] Ahlers zu Wulkenzin. Greve, Neubrandenburg [1886].
- Von der Warnow bis zur Sarthe. Erinnerungen an den Krieg 1870/71. Wagner, Neustrelitz 1932